# Piberegg
Piberegg ist eine Streusiedlung und Ortschaft sowie eine Katastralgemeinde der Stadtgemeinde Bärnbach im Bezirk Voitsberg in der Weststeiermark. Der Ort war von 1850 bis 2014 eine eigenständige Gemeinde. Am 1. Januar 2015 wurde sie im Rahmen der Gemeindestrukturreform in der Steiermark mit der Gemeinde Bärnbach zusammengeschlossen, die neue Gemeinde führt den Namen Bärnbach weiter. Die ehemalige Gemeinde hatte zuletzt 335 Einwohner.

## Geografie und Lage

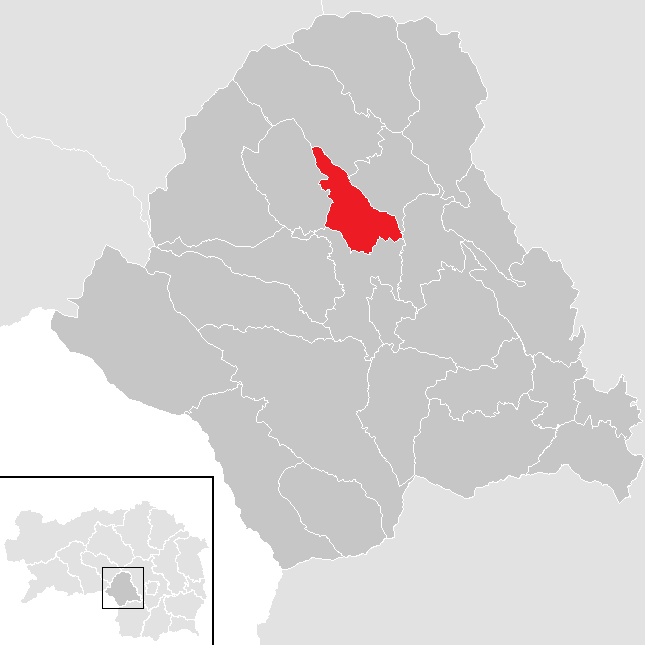
Lage der ehemaligen Gemeinde und Katastralgemeinde Piberegg im Bezirk Voitsberg (Stand 2014)

Die Katastralgemeinde Piberegg bildet den westlichen Teil der Stadtgebietes von Bärnbach. Das Gebiet der Katastralgemeinde umfasst dabei die Anhöhen südwestlich des Freisingbaches und nordöstlich des Gailbaches und des Gradnerbaches. Im Norden und Nordosten bildet der Freisingbach die Grenze zu den Katastralgemeinden Kainach und Kohlschwarz mit der Streusiedlung Breitenbach und der Karl Ortner-Siedlung der Gemeinde Kainach bei Voitsberg. Im Osten grenzt die Katastralgemeinde Bärnbach auf einer Länge von etwa 500 Meter an Piberegg. Im Süden und Westen verläuft die Grenze zur Stadtgemeinde Köflach. Die Köflacher Katastralgemeinde Piber mit dem gleichnamigen Dorf und der Rotte Knobelberg liegt im Süden während die Katastralgemeinde Gradenberg mit der Häusergruppe Mitsch und der Siedlung Krenhof. Im Westen bilden der Gradnerbach und der Loiderbach die etwa 500 Meter lange Grenze zur Katastralgemeinde Gradenberg-Piber. Die Katastralgemeinde Graden-Piber mit der Streusiedlung Graden grenzt im Nordwesten an Piberegg, die Grenze verläuft dabei auch über den Gipfel des Hirtlkogels.
Auf dem Gebiet der Katastralgemeinde Piberegg und damit auch dem der ehemaligen Gemeinde befinden sich neben der gleichnamigen Streusiedlung und Ortschaft auch noch die Streusiedlung Freisinggraben, die Piberegg Rollsiedlung sowie einige von der Statistik Austria namentlich erfasste Einzelhöfe.

### Gliederung der ehemaligen Gemeinde Piberegg
Die einzige gleichnamige Katastralgemeinde der ehemaligen Gemeinde umfasste zwei Ortschaften (Einwohner Stand 1. Jänner 2024):
- Piberegg (162)
- Piberegg Rollsiedlung (162) (auch Josef-Roll-Siedlung)

## Geschichte
Funde von Tierknochen aus der Krenhofhöhle lassen auf eine altsteinzeitliche Besiedelung der Gegend um den heutigen Ort Piberegg schließen. Aus derselben Höhle stammen auch Keramikfunde aus der Urnenfelderzeit. Bei der heutigen Häusergruppe Mitsch gab es eine jungsteinzeitliche oder Kupfersteinzeitliche Höhensiedlung. Nördlich des Langensackbaches, eines Zuflusses des Gailbaches wurden Keramikreste aus der Bronzezeit gefunden. Beim Bauernhof vulgo Prödl und vulgo Perschler wurde ein, dem römischen Gott Mithras geweihter Altar, auch als Ara bezeichnet, gefunden, der 1993 in eines der Wirtschaftsgebäude eingemauert worden war. Dieser wurde ausgebaut und in die Pfarrkirche Piber gebracht.
Der heutige Ort Piberegg entstand auf einem Hochmittelalterlichen Rodungsgebiet, das ursprünglich aus Einzelhöfen mit dazugehörigen Einödfluren bestand. Die erste urkundliche Erwähnung erfolgte 1577 als Pibereck. Der Name bezeichnet dabei den nördlich von Piber gelegenen, eckig vorspringenden Geländeteil. Weitere urkundliche Erwähnungen erfolgten 1782 als Püberegg und schließlich um 1790 als Piberegg.
Die Einwohner des Ortes gehörten bis zur Abschaffung der Grundherrschaften im Jahr 1848 zu verschiedenen Herrschaften, so etwa zur Herrschaft Obervoitsberg, dem Amt Gurtzen der Herrschaft Greißenegg, dem Amt Hohenburg der Herrschaft Hohenburg, dem Amt Kainach der Herrschaft Lankowitz, dem Ämtern Kainach und Piber der Herrschaft Piber, dem Amt Köflach der Herrschaft Plankenwarth sowie dem Amt Gößnitz der Herrschaft Reiteregg. Die Pfarrgült ging nach Köflach und die Zehntrechte lagen bei Obervoitsberg und Piber. Piberegg gehörte zum Werbbezirk der Herrschaft Piber.
Mit der Konstituierung der freien Gemeinden im Jahr 1850 entstand aus dem Ort die freie Ortsgemeinde Piberegg. Für Aufsehen sorgte am 21. August 1951 der als „Piberegger Giftmord“ bekannt gewordene Mord an drei Menschen, durch mit Arsenik vergifteten Sterz.
Im Jahr 1999 wurde das neue Gemeindehaus eingeweiht und die Gemeinde erhielt am 2. Juli 2001 ihr Gemeindewappen verliehen. Am 1. Januar 2015 wurde Piberegg im Rahmen der Gemeindestrukturreform mit der Stadtgemeinde Bärnbach zusammengeschlossen.

## Politik

### Gemeinderat
Der Gemeinderat bestand bis Ende 2014 aus neun Mitgliedern und setzte sich seit der Gemeinderatswahl 2010 aus Mandataren der folgenden Parteien zusammen:
- 6 SPÖ
- 3 ÖVP

### Ehemalige Gemeindevorsteher und Bürgermeister
- 1868 Peter Nußbacher[4]
- 1871–1891 Josef Roll[4]
- 1891–1904 Johann Tax[4]
- 1904–1916 Josef Roll II[4]
- 1916–1919 Johann Schrottner[4]
- 1919–1945 Josef Roll III[4]
- 1946–1947 Johann Nestler[4]
- 1947–1950 Gabriel Nußbacher[4]
- 1950–1969 Josef Roll III[4]
- 1969–1980 Heinrich Gratzer[4]
- 1980–1998 Franz Nußbacher[4]
- Mai 1998–Juni 1998 Hannes Peißl[4]
- 2008–2015 Siegfried Reinpreicht (SPÖ)[4]

### Wappen
Die Verleihung des von Gernot Peter Obersteiner entworfenen Gemeindewappens erfolgte am 2. Juli 2001 mit Wirkung vom 1. August 2001.

Die Blasonierung (Wappenbeschreibung) lautet wie folgt: „In von Gold und Schwarz in Tannenwipfelschnitt geteiltem Schild oben ein schwarzer Ring, unten eine goldene schwarz profilierte spätantike Votivara.“

Die zwei mittels Tannwipfelschnitt voneinander getrennten Hälften des Wappens symbolisieren die beiden Ortsteile von Piberegg, wobei die Sonnseite mit Gold und die Schattseite mit Schwarz dargestellt wird. Der schwarze Ring im goldenen Teil des Wappenschildes soll die archäologisch bisher nicht nachgewiesene frühgeschichtliche Wallburg, die sich bei Piber befunden haben soll, darstellen. Der goldene Votivalar im schwarenz Teil des Wappenschildes wiederum verweist auf einen im Gemeindegebiet aufgefundenen und den römischen Gott Mithras geweihten Altar des Mithras-Kultes.

## Wirtschaft und Infrastruktur
Piberegg ist land- und forstwirtschaftlich geprägt. Vor allem im 19. Jahrhundert gab es im Ort eine ausgeprägte Schafszucht und seit dem Ende des 18. Jahrhunderts gab es auch eine Mühle im Ort. Der Zellulosefabrikant Klusemann gründete 1889 das Forstgut Piberegg, aus dem 1973 die Forstverwaltung Piberegg GmbH hervorging, ehe sie 1975 an den Landwirtschaftlichen Grundauffangsfonds der Diözese Graz-Seckau verkauft wurde. Aus einem Teil des ehemaligen Forstgutes entstand 1976 die Agrargemeinschaft Freisinggraben. Am 7. Dezember 1952 wurde die Agrargemeinschaft Piberegg gegründet. Zumindest zu Beginn des 20. Jahrhunderts gab es zudem ein Sägewerk in Piberegg.
Neben der Land- und Forstwirtschaft gab es beim Bauernhof Krenhofbauer bis 1935 einen Steinbruch. Es gab zudem zumindest einen kleinen Bergbau beim Bauernhof Arzberger. Darauf weist ein 2002 unter dem Stallgebäude entdeckter Stolle hin. Es ist aber nicht bekannt, wonach in diesem Stollen gegraben wurde.

## Kultur und Sehenswürdigkeiten
In Piberegg gibt es zahlreiche religiöse Kleindenkmäler wie Kapellen und Bildstöcke. Die der Heiligen Maria geweihte Heinrauch-Kapelle wurde um 1880 anlässlich der Genesung der Tochter des Erbauers von einem schweren Fußleiden erbaut und wurde 1974 von Franz Weiss renoviert. Anlässlich eines angeblichen Kampf mit dem Teufel, den die alte Rössler-Bäuerin mit ihm auf der Stiege des Saustalles ausgefochten haben soll, wurde 1913 die Rösslerkapelle, ein gemauerter Laubenbildstock errichtet. Dieser beherbergt eine Statue der Muttergottes und wurde 1980 von der Landjugend Piberegg sowie dem Künstler Johann Schwödl renoviert und neu gestaltet. Die Rupp-Kapelle in der Nähe des Hofes Rupp wurde um 1830 ursprünglich als Bergarbeiterkapelle errichtet und ging vermutlich aus einem Laubenbildstock hervor. Am Aufbau des Daches lassen sich noch die Reste des ursprünglichen Bildstockes erkennen. Im Inneren der Rupp-Kapelle stehen eine Statue der Heiligen Barbara sowie des Heiligen Leopold.
Nach der Beilegung von Grenzstreitigkeiten wurden von den beiden Bauern Lenz und Ilg, in der Nähe des Hofes Grambicher an der Grenze zu Graden, am Ende des 18. Jahrhunderts mit dem Lenz-Ilg-Kreuz ein Pfeilerbildstock als Grenzkreuz errichtet. Dieser Bildstock besteht aus zwei gleich hohen Stockwerken und die Nischen an der Vorderseite sind flach gewölbt. Es befindet sich aber nur in der unteren Nische ein kleines Kreuzbildnis. Beim Anwesen Sommerhuber, an der Grenze zu Köflach, steht das Sommerhuberkreuz, auch als Heisserer-Kreuz bekannt. Dieser Pfeilerbildstock zu Ende des 18. Jahrhunderts aus Dankbarkeit errichtet. So soll der Bauer Sommerhuber auf seinem Heimweg von der Gleinalpe bis zu seiner Grundgrenze von einem Wolf verfolgt worden sein. Dieser ließ erst an der Grundgrenze von ihm ab. Der Bildstock verfügt über eine ungewöhnliche Form und hat ein asymmetrisches Satteldach. In der Nische des Bildstockes befindet sich eine barocke Kreuzigungsgruppe, die aus einer Kirche stammt und die 1950 von Franz Weiss um das fehlende Kreuz ergänzt wurde. Franz Weiss malte 1959 auch die darüberliegende Nischen mit Darstellungen der Heiligen Ivo, Leonhard und Josef sowie der Darstellung eines Schutzengels aus. An der Decke des überkragenden Daches befindet sich eine Darstellung des Heiligen Geistes. In der Nähe des Hofes Kotter befindet sich mit dem Spannagelkreuz ein 1905 errichteter Pfeilerbildstock, der über einen prismatischen Baukörper mit einem Pyramidendach verfügt. Er wurde errichtet da sein Erbauer nach dem Zwangsverkauf seines Hauses noch bis zu seinem Ableben in diesem Haus weiterwohnen durfte. Neben einer farbigen Darstellung der Anna selbdritt befindet sich noch eine aus Gipfs gefertigte Lourdesmadonna in der Nische des Bildstockes. Die Firma Henkl ließ 1959 an der Stelle eines alten, bereits verfallenen Bildstockes mit dem Schlosserkreuz einen Pfeilerbildstock errichten. In der Hauptnische des Bildstockes befinden sich mit einer Kreuzätzung versehene Römergläser, während die seitlichen Nischen über keine Ausstattung verfügen. Das Rieglerkreuz ist ein am 26. November 1854 geweihtes, gemauertes Kreuz. Die Kern-Kapelle ist ein im 19. Jahrhundert errichteter Pfeilerbildstock mit einem schmiedeeisernen Gitter, der zumindest im Jahr 2005 aber leergeräumt war.
Neben den Kapelle und Bildstöcken gibt es noch zahlreiche Wegkreuze in Piberegg. Etwa 200 Meter östlich der Kreuzung des Fössl-Ganotz-Weges mit dem Fössl-Prödl-Weges befindet sich das Bärleitnerkreuz. Dieses 2005 renovierte Holzkreuz wurde um 1800 aufgestellt da die Bärleitnertochter an dieser Stelle auf dem Teufel getroffen sein soll und unversehrt blieb. Das Ebner-Kreuz ist ein im Bereich des Hofes Ebner um 1880 aufgestelltes und 1978 renoviertes Hauskreuz. Etwa 50 Meter vom Hof Hanger entfernt befindet sich das im 19. Jahrhundert als Andachtskreuz aufgestellte hölzerne Hanger-Kreuz. Um 1800 wurde das Weberhiasl-Kreuz als hölzernes Grenzkreuz zwischen den Waldgebieten der Herrschaft Piber und das Hofes Weberhiasl errichtet. Es wurde um 1840 an seinen heutigen Standort, etwa 200 Meter südlich des Hofes Weberhiasl versetzt. Bei einem alten Lindenbaum im Umkreis des Hofes Hupfauf befindet sich das hölzerne Hupfaufkreuz. Beim Anwesen Kaiser wurde auf Initiative des aus Piber stammenden Pfarrers Baumann um 1930 das Kaiser-Kreuz errichtet. An der Stelle einer älteren Kapelle, die allerdings aufgrund eines Straßenbaues abgerissen werden musste, wurde 2003 mit dem Grassl-Kreuz ein hölzernes Kreuz errichtet.

## Persönlichkeiten
- Johann Zwanzger (1864–1939), österreichischer Politiker